# علاج جماعي
العلاج الجَماعي  (أو العلاج النفسي الجماعي) هو شكل من أشكال العلاج النفسي حيث يقوم معالج واحد أو أكثر بعلاج مجموعة صغيرة من العملاء معا كمجموعة، ويمكن أن يشير مصطلح العلاج الجماعي لأي شكل من أشكال العلاج النفسي عند حدوثة في شكل مجموعة، ويتضمن ذلك العلاج السلوكي المعرفي أو العلاج بين الأشخاص، ولكن عادة ما يتم تطبيقه على العلاج الجماعي النفسي الديناميكي حيث يستخدم سياق المجموعة ودينامية الجماعة كآلية للتغيير عن طريق تطوير واستكشاف ودراسة العلاقات الشخصية داخل المجموعة.
ويمكن أن يشمل المفهوم الأوسع للعلاج الجماعي أي عملية مساعدة تجري في مجموعة، بما في ذلك مجموعات الدعم، ومجموعات التدريب على المهارات (مثل إدارة الغضب، الوعي التام، التدريب على الاسترخاء أو التدريب على المهارات الاجتماعية)، ومجموعات التربية النفسية. وقد نوقشت الخلافات بين ديناميكية الجماعة وجماعة النشاط، ومجمعوعات الدعم، ومجموعات حل المشكلات والتربية النفسية من قبل الطبيب النفسي تشارلز مونتغمري. ويشمل العلاج الجماعي أشكال أكثر تخصصا من العلاجات التعبيرية غير اللفظية مثل العلاج بالفن، والعلاج بالرقص، أو العلاج بالموسيقى.

## التاريخ
يعتبر كلا من جوزيف اتش برات، تريجانت بورو وبول شيلدر مؤسسو العلاج النفسي المجموعة في الولايات المتحدة الأمريكية، وكان كل من هؤلاء الثلاثة نشطون ويعملون في الساحل الشرقي في النصف الأول من القرن العشرين، وبعد الحرب العالمية الثانية تم تطوير العلاج النفسي الجماعي من قبل يعقوب إل. مورينو، صموئيل سلافسون، هيمان، ايرفين يالوم، ولو اورمونت، واعتبر نهج يالوم في العلاج الجماعي مؤثر جدا ليس فقط في الولايات المتحدة ولكن في جميع أنحاء العالم.
كانت مجموعات ت أو مجموعات تدريب تطور مبكر في العلاج الجماعي (يشار إليها أحيانا أيضا باسم مجموعة التدريب الحساسية، ومجموعة تدريب العلاقات الإنسانية أو مجموعة المواجهة)، وكانت شكل من أشكال العلاج النفسي حيث يتعلم المشاركون (عادة ما بين ثمانية و15 شخصا)شيئا جديدا حول أنفسهم (وحول ديناميكيات الجامعة المصغرة بشكل عام) من خلال تفاعلهم مع بعضها البعض، واستخدامهم لردود الفعل، وحل المشكلات، وتمثيل الأدوار لاكتساب نظرة ثاقبة تجاه أنفسهم، وتجاه اللآخرين وتجاه المجموعة ذاتها، وكان كل من كورت لوين وكارل روجرز وزملائه روادا في منتصف 1940s في العلاج الجماعي، واستخدموه كوسيلة من وسائل التعلم حول السلوك البشري في ما أصبح يعرف بمختبرات التدريب الوطني (المعروف أيضا باسم معهد مختبرات التدريب) والذي تم إنشاؤه من قبل مكتب البحوث البحرية وجمعية التربية الوطنية في بيت ايل، مين، في عام 1947.
تطور العلاج النفسي الجماعي في المملكة المتحدة في البداية بشكل مستقل، من قبل اس اتش فولكس ويلفريد بيون مستخدمين العلاج الجماعي كنهج لعلاج تعب القتال في الحرب العالمية الثانية، وكان كل من فولكس وبيون محللين نفسيين وقاما بدمج التحليل النفسي مع العلاج الجماعي من خلال إدراك أن الانتقال يمكن أن ينشأ ليس فقط بين أعضاء المجموعة وبين المعالج ولكن أيضا بين أعضاء المجموعة نفسها، وعلاوة على ذلك، تم تمديد مفهوم التحليل النفسي للاوعي بإدارك مفهوم اللاوعي الجماعي، حيث تقوم عمليات الاواعي الجامعي بالظهور في شكل غير عقلاني خلال الجلسات الجماعية، كما وضع فولكس نموذج يعرف باسم التحليل الجماعي ومعهد تحليل الجماعي، في حين كان بيون مؤثر في تطوير العلاج الجماعي في عيادة تافيستوك.
يعتبر نهج بيون مشابه للعلاج الاجتماعي، ووضع لأول مرة في الولايات المتحدة في أواخر 1970 من قبل لويس هولزمان وفريد نيومان، وهو علاج جماعي يقوم فيه الممارسون بالتواصل مع المجموعة وليس مع أفرادها، باعتبارها الوحدة الأساسية للتنمية، وتعتبر مهمة المجموعة هي «بناء المجموعة» بدلا من التركيز على المشكلات أو إصلاح الأفراد.
في الأرجنتين تقدمت مدرسة مستقلة في التحليل الجماعي من عمل وتعاليم السويسري المولد المحلل النفسي الأرجنتيني إنريك بيشون-ريفيير، وتصور هذا المفكر نهج يتمركز على الجماعة والذي وإن لم يكن تأثر مباشرة بعمل فولكس، إلآ أنه كان متوافق تماما معه.

## المبادئ العلاجية
اقترح ايرفين يالوم عدد من العوامل العلاجية (أطلق عليها في الأصل العوامل العلاجية ولكن تم إعادة تسميتها بالعوامل العلاجية في الطبعة الخامسة من نظرية وممارسة العلاج النفسي الجامعي)
- العالمية

الاعتراف بالخبرات والمشاعر المشتركة بين أعضاء المجموعة، وذلك قد يكون محل اهتمام الإنسان على نطاق واسع أو عالمي، كما أنه يعمل على إزالة إحساس عضو المجموعة بالعزلة، ويؤيد من خبراته، ويرفع من احترامه للذات.
- الإيثار

المجموعة هي المكان الذي يقوم فيه الأعضاء بمساعدة بعضهم البعض، وتجربة القدرة على إعطاء شيء لشخص آخر بما يمكن أن يتسبب في رفع احترام العضو لذاته ومساعدته في تطوير مهارات مسايرة أكثر تكيفا عند التعامل مع الآخرين.
- غرس الأمل

في المجموعة المختلطة والتي لها أعضاء في مراحل مختلفة من التطوير أو الانتعاش، يمكن للعضو أن يكون مصدر إلهام وتشجيع من قبل عضو آخر قديم تمكن من تغلب على المشاكل التي لا يزال يواجهها الأعضاء الجدد.
- معلومات المنح

في حين أن هذ ليس بالمعنى الدقيق عملية علاجية، إلا أنه غالبا ما يشير الأعضاء بأنه كان مفيدا جدا لهم معرفة معلومات واقعية من الأعضاء الآخرين في المجموعة، على سبيل المثال، حول معاملتهم أو حول الحصول على الخدمات.
- الخلاصة التصحيحية للتجربة الأسرة الأساسية

في كثير من الأحيان وبصورة لا واعية يطابق الأعضاء معالج أو عضو المجموعة بوالدهم وأشقائهم من خلال عملية عملية تمثل شكل من أشكال النقل مخصصة للعلاج النفسي الجماعي، ويمكن أن تساعد تفسيرات الطبيب المعالج أعضاء المجموعة علي اكتساب فهم تأثير خبرات الطفولة على شخصيتهم، كما قد يتعلموا تجنب تكرار أنماط الماضي التفاعلية الغير مفيدة في علاقات الوقت الحاضر.
- تطوير تقنيات التنشئة الاجتماعية

يوفر العلاج الجامعي بيئة آمنة وداعمة للأعضاء تساعدهم علي تحمل المخاطر من خلال توسيع ذخيرتهم من السلوك بين الأشخاص وتحسين مهاراتهم الاجتماعية.
- سلوك مقلد

إحدى الطرق التي يمكن للعلاج الجماعي مساعدة الأعضاء فيها هي تطوير المهارات الاجتماعية من خلال عملية النمذجة، ومراقبة وتقليد المعالج وأعضاء المجموعة الآخرين، على سبيل المثال، تبادل المشاعر الشخصية، واظهار الاهتمام، ودعم الآخرين.
- التماسك

اقترح التماسك بأنه عامل علاجي أساسي والذي تتدفق منه كل العوامل الأخرى، البشر هم حيوانات قطيع بحاجة غريزية للإنتماء إلى الجماعات، ولا يمكن أن تحدث التنمية الشخصية إلا في سياق العلاقات الشخصية، والمجموعة المتماسكة هي المجموعة التي يشعر فيها جميع الأعضاء بالانتماء والقبول، والتأكيد.
- عوامل وجودية

تَعَّلُم المرء أنه يجب عليه أن يتولي المسؤولية عن حياته الخاصة، وكذلك النتائج المترتبة على قراراته.
- التطهير

التطهير هو تجربة للتخفيف من الاضطراب العاطفي من خلال التعبير العاطفي الحر والغير مثبط، فعندما يخبر أعضاء المجموهة قصتهم لجمهور داعم، فإنهم يمكنهم الانعتاق من المشاعر المزمنة من العار والشعور بالذنب.
- التعلم الشخصي التفاعلي

يحقيق أعضاء المجموعة مستوى أعلى من الوعي الذاتي من خلال عملية التفاعل مع الآخرين في المجموعة، الأمر الذي يعطي أثر على سلوك الأعضاء وتأثير على الآخرين.
- الفهم الذاتي

هذا العامل يتداخل مع التعلم الشخصي التفاعلي بين الأفراد، ولكن يشير إلى تحقيق مستويات أعلى من التبصر في نشأة المشاكل، والدوافع اللاشعورية التي تكمن وراء سلوك الفرد.

## الإعدادات
العلاج الجماعي هو عنصر أساسي من البيئة العلاجية في المجتمع العلاجي، وتعتبر البيئة الكلية أو الوسط المحيط وسيلة للعلاج، جميع تعتبر التفاعلات والأنشطة علي أنها قد تكون ذات فائدة علاجية وتخضع للاستكشاف والتفسير، كما يتم بحثها في الاجتماعات اليومية أو الأسبوعية، إلا أن التفاعل بين ثقافة إعدادات العلاج النفسي الجماعي والمعايير الأكثر إدارية للسلطات الخارجية قد تخلق «اضطراب تنظيمي» والذي بدوره يمكن أن يقوض بشكل حاسم قدرة المجموعة على المحافظة على «مساحة تكوينية» آمنة.
درس الأكاديميون في جامعة أكسفورد الديناميات المشتركة بين المنظمات لمجتمع العلاج الوطني الديمقراطي على مدى أربع سنوات، ووجدوا توجيه خارجي من قبل السلطات أدي إلي تآكل النموذج العلاجي للمجتمع، وأنتج أزمة كما تسبب في صراع مستعصي والذي أدى إلى إغلاق المجتمع.
وقد تمت الإشارة إلي شكل من أشكال العلاج الجماعي بأنه فعال في حالة المراهقين المصابين بالذهان والمدمنين المتعافين، ويَستخدم العلاج النفسي الاسقاطي نص خارجي مثل رواية أو أفلام سينمائية لتقديم «وهم مستقر» بالنسبة للفئة العمرية السابقة وتركيز آمن للعواطف أو الأفكار المكبوتة أو التي تم قمعها، ويقوم المرضي بقراءة رواية أو مشاهدة فيلم بصورة جماعية، وبعد ذلك يشارك الكل بشكل جماعي في مناقشة الرواية، ودوافع الشخصية ودوافع المؤلف، وفي حالة الأفلام، يناقش مسار الفيلم، وتحت إشراف الطبيب المعالج، يتم تجاوز آليات الدفاع عن طريق استخدام الدوال والعمليات السيميائية، ويبقى التركيز على النص بدلا من التركيز على القضايا الشخصية، وقد شاع ذكرها في رواية الخيال العلمي، Red Orc's Rage.
أصبح التحليل الجماعي منتشر على نطاق واسع في أوروبا، وخاصة في المملكة المتحدة، حيث أصبح الشكل الأكثر شيوعا من العلاج النفسي الجماعي، كما زاد الاهتمام به من قبل كل من أستراليا والاتحاد السوفياتي السابق والقارة الأفريقية.

## أبحاث عن الفاعلية
وهناك دليل واضح على فعالية العلاج النفسي الجماعي للاكتئاب: أظهر التحليل التلوي من 48 دراسة حجم التأثير الكلي 1.03، والذي يعد هام للغاية من الناحية السريرية، وبالمثل، أظهر التحليل التلوي لخمس دراسات من العلاج النفسي الجماعي للناجين من الاعتداء الجنسي معدل تأثير يترواح من معتدل إلى تأثير قوي، وهناك أيضا أدلة جيدة لفعاليته في اضطراب ما بعد الصدمة للمحاربين القدامي.
وهناك أدلة أقل قوة من نتائج جيدة للمرضى الذين يعانون من اضطراب الشخصية الحدية، مع بعض الدراسات التي تُبين معدل تأثير صغير فقط إلى معتدل، وحسب التقرير فإن هذه النتائج السيئة قد تعكس الحاجة إلى دعم إضافي لبعض المرضى، بجانب العلاج الجماعي، وهذا ما تؤكده نتائج باهرة تم الحصول عليها باستخدام العلاج القائم على العقلنة، وهو النموذج الذي يجمع بين العلاج النفسي الديناميكي الجماعي والعلاج النفسي الفردي وإدارة الحالات.

## اقرأ أيصا
- Abraham S. Luchins: Group Therapy - A Guide. Random House: New York 1964. 3rd edition 1967.
- ايرفين يالوم & Molyn Leszcz: The Theory and Practice of Group Psychotherapy. 5th Edition 2005.